# 上海市人民政府
上海市人民政府，是中华人民共和国直辖市上海市的省级地方国家行政机关，成立于1949年5月28日。1955年2月改组为上海市人民委员会。1979年12月，上海市革命委员会撤销，复设上海市人民政府。

## 沿革
1945年8月，中华民国国民政府复设上海市政府。1949年5月，解放军进驻上海后，成立中国人民解放军上海市军事管制委员会（上海市人民政府），并在其后一直保留上海市军管会牌子至1987年。1955年2月，组建上海市人民委员会，不再保留上海市人民政府。
1967年2月5日，成立上海人民公社临时委员会，全面接管上海市党政各项事务。1967年2月23日，正式成立上海市革命委员会。
1979年12月，重新组建上海市人民政府，作为上海市地方行政机关。

## 职权
根据《中华人民共和国地方各级人民代表大会和地方各级人民政府组织法》第七十三条，县级以上的地方各级人民政府行使下列职权：
1. 执行本级人民代表大会及其常务委员会的决议，以及上级国家行政机关的决定和命令，规定行政措施，发布决定和命令；
2. 领导所属各工作部门和下级人民政府的工作；
3. 改变或者撤销所属各工作部门的不适当的命令、指示和下级人民政府的不适当的决定、命令；
4. 依照法律的规定任免、培训、考核和奖惩国家行政机关工作人员；
5. 编制和执行国民经济和社会发展规划纲要、计划和预算，管理本行政区域内的经济、教育、科学、文化、卫生、体育、城乡建设等事业和生态环境保护、自然资源、财政、民政、社会保障、公安、民族事务、司法行政、人口与计划生育等行政工作；
6. 保护社会主义的全民所有的财产和劳动群众集体所有的财产，保护公民私人所有的合法财产，维护社会秩序，保障公民的人身权利、民主权利和其他权利；
7. 履行国有资产管理职责；
8. 保护各种经济组织的合法权益；
9. 铸牢中华民族共同体意识，促进各民族广泛交往交流交融，保障少数民族的合法权利和利益，保障少数民族保持或者改革自己的风俗习惯的自由，帮助本行政区域内的民族自治地方依照宪法和法律实行区域自治，帮助各少数民族发展政治、经济和文化的建设事业；
10. 保障宪法和法律赋予妇女的男女平等、同工同酬和婚姻自由等各项权利；
11. 办理上级国家行政机关交办的其他事项。

## 机构设置
根据《上海市机构改革方案》，除上海市人民政府办公厅外，上海市人民政府设置组成部门25个，直属特设机构1个，直属机构10个，部门管理机构6个。
上海市人民政府设置下列机构：
- 上海市人民政府办公厅

### 组成部门
- 上海市发展和改革委员会
- 上海市经济和信息化委员会
- 上海市商务委员会
- 上海市教育委员会
- 上海市科学技术委员会
- 上海市民族和宗教事务局
- 上海市公安局
- 上海市民政局
- 上海市司法局
- 上海市财政局
- 上海市人力资源和社会保障局
- 上海市规划和自然资源局
- 上海市生态环境局
- 上海市住房和城乡建设管理委员会
- 上海市交通委员会
- 上海市农业农村委员会
- 上海市水务局
- 上海市文化和旅游局
- 上海市卫生健康委员会
- 上海市退役军人事务局
- 上海市应急管理局
- 上海市审计局
- 上海市市场监督管理局
- 上海市人民政府外事办公室

（发展和改革委员会挂物价局牌子，经济和信息化委员会挂国防科技工业办公室牌子，农业农村委挂乡村振兴局牌子，卫健委挂中医药管理局牌子，文化和旅游局挂文物局、广播电视局牌子，市场监督管理局加挂金融工作局牌子，海洋局和水务局合署办公，一个机构，两块牌子，科学技术委员会加挂外国专家局牌子。）

### 直属特设机构
- 上海市人民政府国有资产监督管理委员会

### 直属机构
- 上海市体育局
- 上海市统计局
- 上海市医疗保障局
- 上海市绿化和市容管理局
- 上海市机关事务管理局
- 上海市国防动员办公室
- 上海市人民政府合作交流办公室
- 上海市人民政府研究室
- 上海市人民政府参事室
- 上海市知识产权局

（国防动员办公室挂人民防空办公室牌子，市政府合作交流办公室挂市政府协作办公室牌子，绿化和市容管理局挂林业局、城市管理行政执法局牌子。）

### 直属事业单位
- 上海市公积金管理中心
- 上海图书馆
- 上海市孙中山宋庆龄文物管理委员会
- 上海申康医院发展中心
- 上海市地方志办公室
- 上海博物馆
- 上海市文史研究馆
- 上海社会科学院
- 上海国际问题研究院
- 上海市现代管理研究中心
- 上海市检测中心
- 陈云纪念馆
- 上海市人民政府发展研究中心
- 上海市核电办公室

（上海图书馆与上海科学技术情报研究所实施一个机构两块牌子，归口上海市委宣传部管理。市公积金管理中心由市住建委代管。市孙中山宋庆龄文物管理委员会由上海市机关事务管理局代管。市地方志办公室由上海市委宣传部代管。上海博物馆由市文旅局代管。上海市文史研究馆由市委统战部代管。上海社会科学院由市委宣传部代管。上海国际问题研究院由市人民政府外事办公室代管。市现代管理研究中心由市科学技术委员会代管。市检测中心由市经信委代管。陈云纪念馆由市委宣传部代管。市核电办公室由市经信委代管。）

### 部门管理机构
- 上海市粮食和物资储备局，由市商务委员会管理。
- 上海市监狱管理局，由市司法局管理。
- 上海市城市管理行政执法局，由市住房和城乡建设管理委员会管理。
- 上海市房屋管理局，由市住房和城乡建设管理委员会管理。
- 上海市药品监督管理局，由市市场监督管理局管理。

### 派出机构
- 长三角生态绿色一体化发展示范区执行委员会（沪苏浙共管）
- 中国（上海）自由贸易试验区管理委员会
- 上海化学工业区管理委员会
- 上海临港地区开发建设管理委员会
- 上海推进科技创新中心建设办公室
- 上海虹桥商务区管理委员会
- 上海国际旅游度假区管理委员会
- 上海佘山国家旅游度假区管理委员会
- 上海长兴岛开发建设管理委员会办公室
- 上海市人民政府驻北京办事处
- 上海市人民政府驻哈尔滨办事处
- 上海市人民政府驻重庆办事处
- 上海市人民政府驻西藏办事处
- 上海市人民政府驻内蒙古办事处
- 上海市人民政府驻新疆办事处
- 上海市人民政府驻武汉办事处
- 上海市人民政府驻山西办事处
- 上海市人民政府驻秦皇岛联络处（驻晋办管理）
- 上海市人民政府驻广州办事处
- 上海市人民政府驻海南联络处（驻穗办管理）
- 上海市人民政府驻深圳联络处（驻穗办管理）
- 上海市人民政府驻昆明办事处
- 上海市人民政府驻西安办事处

（长三角生态绿色一体化发展示范区执行委员会由上海市人民政府、江苏省人民政府、浙江省人民政府共同管理，行使省级项目管理权限。中国（上海）自由贸易试验区管理委员会挂外高桥保税区管理局牌子，与浦东新区人民政府合署办公。上海临港地区开发建设管理委员会挂中国（上海）自由贸易试验区临港新片区管理委员会牌子。上海推进科技创新中心建设办公室挂上海市张江高新技术产业开发区管理委员会牌子。）

### 直接履行出资人职责企业
- 上海航运交易所

## 历任领导

### 军管时期
1949年5月由中国人民革命军事委员会任命市长1人、副市长3人，1949年12月中央人民政府任命副市长1人。
- 任期：1949年5月至1950年10月
- 市长：陈毅（1949年5月－1950年10月）
- 副市长：曾山（1949年5月－1949年12月）、潘汉年（1949年5月－1950年10月）、韦悫（1949年5月－1949年12月）、盛丕华（1949年12月－1950年10月）

### 中央人民政府政务院任命时期
1950年10月，上海市二届一次各界人民代表会议选举市长1人、副市长2人；1952年7月中央人民政府政务院任命副市长1人；1953年3月政务院任命副市长3人。
- 市长：陈毅（1950年10月－1955年2月）
- 副市长：潘汉年（1950年10月－1955年2月）、盛丕华（1950年10月－1955年2月）、方毅（1952年7月－1953年2月）、许建国（1953年3月－1955年2月）、刘季平（1953年3月－1955年2月）、金仲华（1953年3月－1955年2月）

### 第七届市人大时期
- 任期：1979年12月至1983年4月
- 市长：彭冲（1980年3月调离）、汪道涵（1981年4月上任）
- 代市长：汪道涵（1980年10月－1981年4月）
- 副市长：汪道涵（1980年6月－1980年10月）、王一平、韩哲一（回族）、陈锦华（1983年2月调离）、赵行志、杨士法、赵祖康、王鉴、陈宗烈（1983年3月调离）、杨恺、裴先白、杨堤、忻元锡（1982年3月上任）

### 第八届市人大时期
- 任期：1983年4月至1988年4月
- 市长：汪道涵（1985年7月辞职）、江泽民（1985年7月上任）
- 副市长：阮崇武（常务副市长、1985年12月免职）、朱宗葆（1985年12月起任常务副市长、1986年10月免职）、李肇基、刘振元、倪天增、叶公琦、谢丽娟（1985年7月上任）、黄菊（1986年10月上任）、钱学中（1986年10月上任）

### 第九届市人大时期
- 任期：1988年4月至1993年2月
- 市长：朱镕基（1991年4月辞职）、黄菊（1991年4月上任）
- 副市长：黄菊（常务副市长、1991年4月离任）、顾传训、刘振元、倪天增（1992年6月逝世）、谢丽娟、庄晓天、倪鸿福（1989年11月免职）、赵启正（1991年6月上任）、徐匡迪（1992年8月上任）、夏克强（1992年8月上任）

### 第十届市人大时期
- 任期：1993年2月至1998年2月
- 市长：黄菊（1995年2月辞职）、徐匡迪（1995年2月上任）
- 副市长：徐匡迪（主持市政府常务工作、1995年2月离任）、赵启正（1998年1月离任）、华建敏（1994年12月上任、1996年10月免职）、谢丽娟（1996年6月辞职）、夏克强、孟建柱（1996年10月免职）、蒋以任、沙麟（1996年2月辞职）、龚学平（1997年10月免职）、左焕琛（1996年2月上任）、陈良宇（1996年10月上任）、冯国勤

### 第十一届市人大时期
- 任期：1998年2月至2003年2月
- 市长：徐匡迪（2001年12月辞职）、陈良宇（2002年2月当选）
- 副市长：陈良宇（2001年12月转任代市长）、蒋以任、韩正、左焕琛（2001年5月免职）、冯国勤、周禹鹏、周慕尧、杨晓渡（2001年5月补选）、严隽琪（2001年5月补选）、姜斯宪（2002年8月补选）

### 第十二届市人大时期
- 任期：2003年2月至2008年2月
- 市长：韩正
- 副市长：冯国勤、周禹鹏（2007年2月免职）、杨晓渡（2006年10月免职）、严隽琪（2007年2月免职）、姜斯宪（2004年5月免职）、杨雄、周太彤、唐登杰、胡延照（2004年5月上任）、杨定华（2006年10月上任）、屠光绍（2007年12月上任）、艾宝俊（2007年12月上任）

### 第十三届市人大时期
- 任期：2008年2月至2013年2月
- 市长：韩正（2012年12月辞职）
- 副市长：楊雄（2012年12月任代市长）、屠光紹、唐登杰、胡延照、艾寶俊、沈骏、沈晓明、趙雯、张学兵（2011年1月上任）

### 第十四届市人大时期
- 任期：2013年2月至2018年1月
- 市长：楊雄（2017年1月17日辞职）、应勇（2017年1月20日当选）
- 副市长：屠光紹（2016年6月免职）、艾宝俊（2015年11月免职）、沈晓明（2013年7月免职）、赵雯（2017年2月22日免职）、姜平（2013年7月免职）、周波、翁铁慧、时光辉、应勇（2016年9月14日任命）、许昆林（2017年3月31日市人大常委会任命）、陈寅（2017年7月免职）、彭沉雷、陈群[4]

### 第十五届市人大时期
- 任期：2018年1月至2023年1月
- 市长：应勇（2020年3月23日辭職）、龔正（2020年7月21日擔任）
- 副市长：周波（2019年3月28日免职）、陈寅（2019年1月16日任命，2021年10月31日免职）、翁铁慧（2019年1月16日免职）、时光辉（2018年11月22日免职）、吴清、许昆林（2020年10月27日免职）、彭沉雷、陈群、龚道安（2020年9月23日免职）[5]、宗明（2019年2月19日任命）[6]、湯志平（2019年9月23日任命，2021年12月29日免职）[7][8]、龚正（2020年3月23日任命，2020年7月21日转正）、陈通（2020年8月18日任命，2022年7月21日免职）、舒庆（2020年12月30日任命）[9]、張為（2021年2月26日任命，2023年1月8日免职）[10][11]、劉多（2021年12月29日任命）[12]、郭芳（2023年1月8日任命）[11]、张小宏（2023年1月8日任命）[11]

### 第十六届市人大时期
- 任期：2023年1月至今
- 市长：龚正
- 副市长：吴清（2023年7月25日免职）、郭芳（2023年7月25日免职）、张小宏、刘多、华源（2025年4月29日免职）、解冬、李政（2023年7月25日免职）、张亚宏、陈杰（2023年7月25日任命）、陈宇剑（2023年12月28日任命）、吴伟（2024年11月28日任命）